# Николайсен, Эллен
Эллен Николайсен (норв. Ellen Nikolaysen, полное имя — Эллен Хелен Николайсен (норв. Ellen Helen Nikolaysen); 10 декабря 1951, Осло, Норвегия) — норвежская певица и актриса. Эллен участвовала на Евровидении от Норвегии в 1973 (в составе группы Bendik Singers) и 1975 годах. Будучи актрисой, Эллен участвовала во многих норвежских фильмах.

## Биография

### Карьера
Эллен начала свою певческую карьеру, выиграв на конкурсе «NRKs Talent '70». В 1973 году, певица стала участницей группы Bendik Singers, добившись вместе с ней успеха на известном конкурсе Евровидение, однако, Эллен покинула группу.
После Евровидения, Эллен выпускала синглы, ставшие популярными в Норвегии.

### Евровидение

#### 1973
В 1973 году, Bendik Singers (Эллен была в составе группы) выступили на норвежском фестивале Melodi Grand Prix. Исполненная композиция «Å for et spill» набрала 50 баллов, став победителями фестиваля. Группе было предоставлено участие на Евровидении.
На конкурсе, группа выступила пятой с англо-французской версией песни «It’s just a game». Выступление прошло удачно: с результатом в 89 баллов, группа финишировала седьмой.
В августе того же года, Эллен покинула группу и продолжила сольную карьеру.

#### 1974
В 1974 году, Эллен снова приняла участие на фестивале. Песня «Lys og mørke» заняла третье место с 44 баллами.

#### 1975
В 1975 году, Эллен приняла участие на фестивале в третий раз. Композиция «Det skulle ha vaert sommer nå» стала победителем с 39 баллами. Эллен было предоставлено участие на Евровидении.
На конкурсе, певица выступила шестой с английской версией песни «Touch My Life (With Summer)». Выступление прошло очень неудачно: набрав всего 11 баллов, Эллен финишировала восемнадцатой.

### Дальнейшая жизнь и карьера
В 1974 году, Эллен получила премию «Лучшее исполнение» на Всемирном фестивале песни в Токио. Певица была номинирована на премию Шпельмана в 1973 и 1976 годах.
В 1980-х годах, Эллен снизила свою музыкальную карьеру на несколько лет. 
В начале 1990-х, Эллен стала актрисой, сыграв в роли миссис Ловетт в «Sweeney Todd» в Норвежском театре.
В течение 1990-х годов, Эллен стала уделять этой деятельности больше времени. С тех пор, певица сыграла в нескольких сериях пьес «Bærums Verk» и «Den Gode Hensigt».

## Дискография

### Альбомы
- 1972: Stans! Jeg vil gi deg en sang
- 1973: Freckles
- 1976: Kom
- 1978: Jul med Hans Petter og Ellen с Ханс Петтер Хансеном
- 1983: Songar utan ord с Сигмуном Гровеном
- 1987: Julekvad

### Синглы
- 1971: «Livet er som et orkester» («We're All Playing in the Same Band») / Kom, kom, kom (Pomme, pomme, pomme) (Philips 6084 008)
- 1973: «Sangen han sang var min egen» («Killing Me Softly With His Song»)   / Når du ler
- 1974: «Kunne du lese tanker»
- 1974: «You Made Me Feel I Could Fly» / «Who Put the Lights Out» (Philips 6084 043)
- 1975: «Du gjorde verden så lys» / «Hvis du tror meg (si det nå)» (Philips 6084 045)
- 1975: «Touch My Life With Summer» / «You Made Me Feel I Could Fly» (Philips 6084 046)
- 1975: «Wer liebt kommt wieder» / «Aber du» (Philips 6003 419)
- 1977: «Sommerzeit» / «Du bist nicht mehr, was du mal warst» Boy (CBS 5262)